# 용선생의 매너파일런
《용선생의 매너파일런》은 온게임넷의 예능 프로그램이다. '국내 최초 신개념 스타 강의 프로그램'을 컨셉으로 스타크래프트에 대한 강의를 하는 프로그램이다. 금요일 오후 4시 또는 4시 30분 또는 5시로 유동적으로 방송하였으나 최근에는 금요일 오후 5시 30분에 고정해서 방송 중이다. 방송은 1부와 2부, 3부로 나뉘며 1부는 기초학습을 박용욱과 서연지가 진행하며, 2부의 심화학습과 3부의 막무가내 실험실을 박용욱, 이종미, 김환중, 이주영이 진행한다. 12화에서 조영지가 하차하고, 13화부터 이종미가 원장쌤으로 합류하여 출연하였다. 2010년 5월 14일 시즌 1이 종영되었다.

## 방송 내용
| 회차 | 방송 일자        | 방송 내용                                                             |
| ---- | ---------------- | --------------------------------------------------------------------- |
| 1    | 2009년 11월 6일  | 심시티                                                                |
| 2    | 2009년 11월 13일 | 빌드오더1 (저그 편)                                                   |
| 3    | 2009년 11월 20일 | 빌드오더2 (테란 편)                                                   |
| 4    | 2009년 11월 27일 | 빌드오더3 (프로토스 편)                                               |
| 5    | 2009년 12월 4일  | 단축키                                                                |
| 6    | 2009년 12월 11일 | 컨트롤1 (테란 편)                                                     |
| 7    | 2009년 12월 18일 | 컨트롤2 (저그 편)                                                     |
| 8    | 2009년 12월 25일 | 크리스마스 특집 (커플 대항전)                                         |
| 9    | 2010년 1월 1일   | 컨트롤3 (프로토스 편)                                                 |
| 10   | 2010년 1월 8일   | 유닛 상성과 업그레이드                                                |
| 11   | 2010년 1월 15일  | 헌터의 모든 것, 3팩토리 빌드, 심화학습, 막무가내 실험실               |
| 12   | 2010년 1월 22일  | 용선생의 쪽집게 과외                                                  |
| 13   | 2010년 1월 29일  | 스능                                                                  |
| 14   | 2010년 2월 5일   | 공개강의                                                              |
| 15   | 2010년 2월 12일  | 파이썬 완전정복 프로토스 대 테란 편                                   |
| 16   | 2010년 2월 19일  | 커세어 다크 빌드                                                      |
| 17   | 2010년 2월 26일  | 파이썬 완전정복 저그 편                                               |
| 18   | 2010년 3월 5일   | 유즈맵 특집! 스타 올림픽                                              |
| 19   | 2010년 3월 12일  | 테란 특집! 진영수 따라잡기(진영수의 특별 강의)                        |
| 20   | 2010년 3월 19일  | 메딕의 마법 활용법, 로또 빌드                                         |
| 21   | 2010년 3월 26일  | 디파일러 활용법, 로또 빌드, 막무가내 실험실                           |
| 22   | 2010년 4월 2일   | 고스트의 특수 기술, 로또 빌드, 막무가내 실험실                        |
| 23   | 2010년 4월 9일   | 퀸의 다양한 마법, 로또 빌드, 막무가내 실험실                          |
| 24   | 2010년 4월 16일  | 매너파이터                                                            |
| 25   | 2010년 4월 23일  | 매너파이터                                                            |
| 26   | 2010년 4월 30일  | 테란 유즈맵 컨트롤, 로또 빌드, 온리 시리즈                            |
| 27   | 2010년 5월 7일   | 프로토스 유즈맵 컨트롤, 로또 빌드, 질럿 배터리, SCV 뭉치기, 허세 빌드 |
| 28   | 2010년 5월 14일  | 시즌1 종료 특집                                                       |